# Prisión de Maze
La Prisión de Maze (en inglés: Her Majesty's Prison Maze, también conocida como The Maze, el Bloque-H o Long Kesh) fue una cárcel de Irlanda del Norte en la que se recluyeron a terroristas nacionalistas y a terroristas loyalistas, así como a muchos militantes republicanos durante el conflicto de Irlanda del Norte, desde 1971 a 2000.
Estaba situada en el antiguo centro de detención de la Royal Air Force de Long Kesh, en las afueras de Lisburn. Estaba en el townland de Maze, a unos catorce kilómetros al suroeste de Belfast. La prisión y sus presos jugaron un papel destacado en la historia de las últimas décadas del siglo XX en Irlanda, particularmente durante la huelga de hambre de 1981 de prisioneros del IRA. La prisión fue cerrada en 2000; su demolición comenzó el 30 de octubre de 2006, pero desde 2010 las obras se han detenido.

## Antecedentes
Tras la introducción de internamiento (prisión sin juicio) para los sospechosos de pertenecer al IRA en 1971 se lanzó la "Operación Demetrius" por parte de la Real Policía del Ulster (RUC) y el ejército británico, una redada en la que se detuvo a 452 sospechosos el 9 de agosto. 342 católicos fueron arrestados. Sin embargo, los miembros más importantes del PIRA habían sido alertados y 104 de los arrestados fueron puestos en libertad cuando se supo que no tenían conexión con los paramilitares. Los responsables de la operación fueron tachados de torpes, habiendo arrestado a muchas personas equivocadas, usando información no actualizada. Más tarde fueron arrestados algunos lealista. En 1972 había 924 internados; en el momento en que acabó el internamiento (5 de diciembre de 1975) se había detenido a 1.981 personas: de ellos el 95% (1.874) eran católicos y el 5% restante (107) protestantes
Inicialmente, los "internados" fueron alojados con diferentes grupos paramilitares, separados unos de otros, en barracones de metal prefabricados. Estaban situados en un campo de aviación de la Real Fuerza Aérea británica en desuso que se acabaría convirtiendo en el Centro de Detención de Long Kesh. Los internos y sus partidarios iniciaron inmediatamente sus demandas de mejora en sus condiciones y estatus, con el argumento de que eran presos políticos y no delincuentes comunes. En julio de 1972 William Whitelaw introdujo la «categoría especial» para las personas condenadas por delitos relacionados con la violencia civil. Había 1100 prisioneros de categoría especial en ese momento.
La estatus de prisioneros de categoría especial les daba los privilegios que antes sólo estaban disponibles para los "internados". Estos privilegios incluían la libre asociación entre los prisioneros, visitas extras, paquetes de alimentos y el derecho a usar su propia ropa en lugar de uniformes de la prisión.
En todo caso, la Categoría Especial fue de corta duración. Como parte de la política del gobierno de "criminalización", y coincidiendo con el final del internamiento, el nuevo Secretario de Estado para Irlanda del Norte, Merlyn Rees, puso fin a la categoría el 1 de marzo de 1976. Las personas condenadas por delitos de terrorismo desde esa fecha fueron encerrados en los ocho nuevos "H-blocks" (bloques "en forma de H") que se habían construido en Long Kesh, desde ese momento llamada oficialmente Prisión de Maze de Su Majestad (HM Prison Maze). Los prisioneros que lo eran antes de esa fecha permanecieron en recintos separados y mantuvieron su estado de Categoría Especial, siendo liberado el último en 1986. Algunos presos pasaron de ostentar la categoría a ser delincuentes comunes.

## H-Blocks
Los presos condenados por la Special Criminal Court dedicada a los delitos de terrorismo desde el 1 de marzo de 1976 fueron encerrados en los ocho nuevos "H-Blocks" construidos en Long Kesh. Presos sin la categoría especial comenzaron a protestar pidiendo su vuelta a las instalaciones anteriores inmediatamente después de su traslado a los nuevos bloques. Su primer acto de desafío, iniciado por Kieran Nugent, fue negarse a usar los uniformes de la prisión, con objeto de afirmar su condición de presos políticos. Como no se les permitía llevar su propia ropa, se envolvían en sábanas y mantas, en lo que se llamó la "protesta de las mantas". En 1978 más de trescientos prisioneros se habían sumado a la protesta. El Gobierno británico se negó a ceder. Los guardias de la prisión pronto se negaron a que utilizasen los aseos los presos sin el uniforme reglamentario. Los prisioneros se negaron, y en su lugar comenzaron a defecar dentro de sus propias células, manchando las paredes con sus propios excrementos, en la conocida como "protesta sucia". Pero una vez más el nuevo gobierno de 1979 Margaret Thatcher no cedió.

### Huelga de hambre

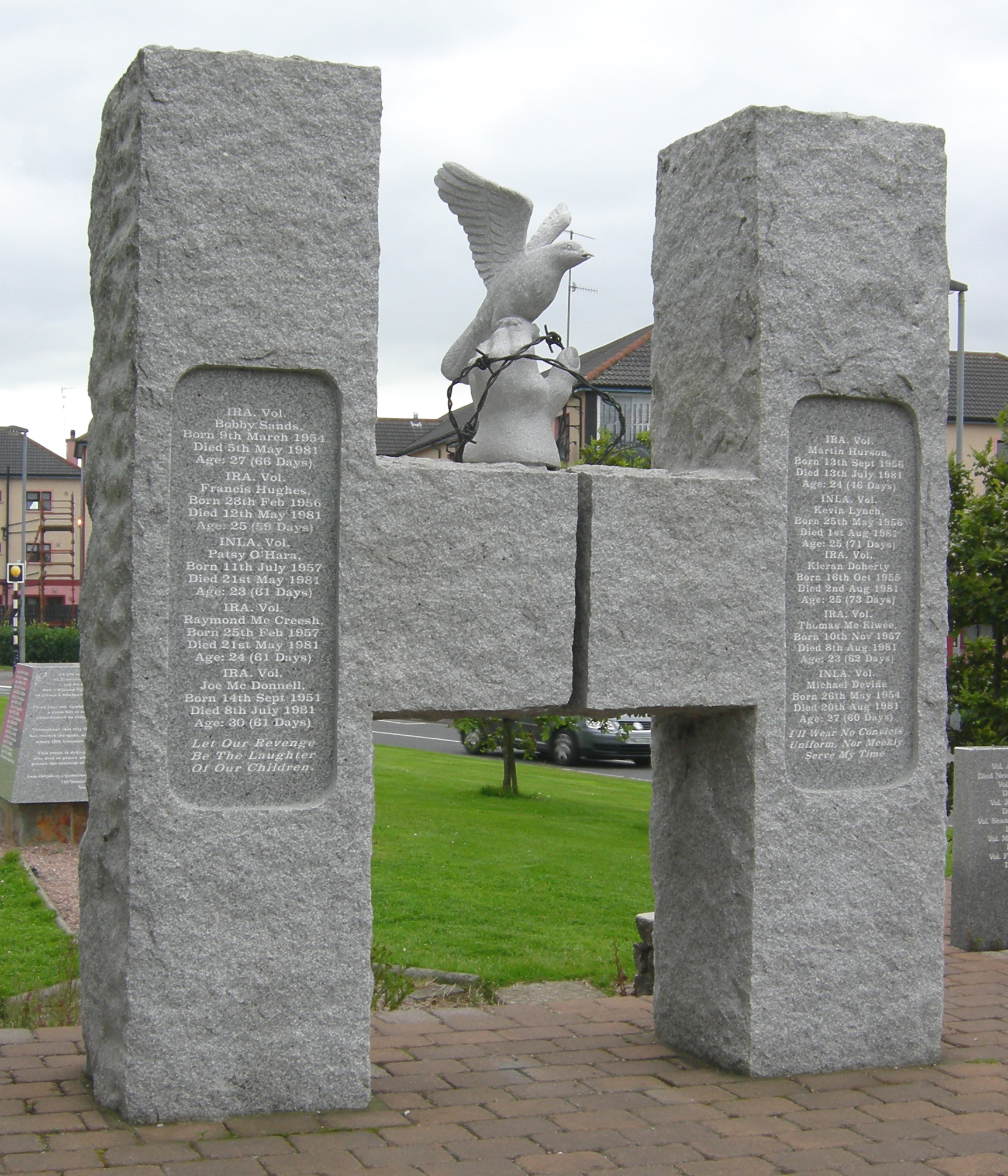
Monumento en forma de H a los huelguistas de hambre de 1981, situado en el área de Free Derry, en Derry.

Los republicanos fuera de la prisión ofreciieron la batalla de los medios de comunicación; en ambos bandos se luchaba por el apoyo de la opinión pública. Dentro de la cárcel el conflicto creció con la organización de una huelga de hambre.
El 27 de octubre de 1980, siete presos republicanos se negaron a comer exigiendo el estatus político. El gobierno torie de Margaret Thatcher no se dio por enterado en principio. En diciembre, los presos pusieron fin a la huelga de hambre cuando el gobierno pareció reconocer sus demandas. Sin embargo, volviendo a su posición anterior, el gobierno confió en que los prisioneros no iniciarían otra huelga. Bobby Sands, el oficial al mando de los presos del IRA Provisional, comenzó una segunda huelga el 1 de marzo de 1981. Fuera de la prisión fue un importante golpe publicitario. Sands fue nominado para el Parlamento Británico, y ganó el escaño Fermanagh and South Tyrone. Pero el gobierno británico seguía resistiendo y el 5 de mayo, después de sesenta y seis días en huelga de hambre, Sands falleció. Más de cien mil personas asistieron a su funeral en Belfast. Otros nueve huelguistas de hambre (miembros tanto del IRA como del INLA), habían muerto a finales de agosto, antes que la huelga de hambre fuese suspendida en octubre.

### Fugas
El 25 de septiembre de 1983, the Maze sufrió la mayor fuga de presos en la historia una prisión británica. Treinta y ocho presos secuestraron un camión de suministro de comida de la prisión y salieron por la fuerza. Durante la fuga cuatro funcionarios de prisiones de descanso fueron apuñalados y uno de ellos, James Ferris, murió de un ataque al corazón como resultado. Otro agente recibió un disparo en la cabeza, y otros oficiales resultaron heridos por los fugados. Diecinueve de ellos fueron pronto recapturados, pero el resto escapó.
En diciembre de 1997, el prisionero del IRA Liam Averill se escapó de la cárcel vestido de mujer durante una fiesta de Navidad para los hijos de presos. Averill, que había sido condenado a cadena perpetua después de cometer dos asesinatos, no fue capturado, y se le dio en cambio la amnistía a principios de 2001, cuando se presentó a las autoridades en un período de gracia de dos semanas para fugitivos republicanos.

### Organización
Durante la década de 1980 el gobierno británico introdujo cambios poco a poco, asimilando la situación de los presos al estatus político en todo excepto la denominación. Los presos republicanos y lealistas fueron alojados de acuerdo a su pertenencia a uno u otro grupo. Se organizaban a sí mismos militarmente y tenían un importante control sobre sus respectivos H-Blocks. El líder de la Fuerza Voluntaria Lealista (LVF) Billy Wright fue asesinado a tiros en diciembre de 1997 por dos presos del Ejército de Liberación Nacional Irlandés (INLA).

## El proceso de paz
Los presos también desempeñaron un papel significativo en el proceso de paz de Irlanda del Norte. El 9 de enero de 1998, la Secretario de Estado británica para Irlanda del Norte, Mo Mowlam, realizó una visita sorpresa a la cárcel para hablar con los miembros de la Asociación en Defensa del Ulster (UDA/UFF), entre ellos Johnny Adair, Sam McCrory y Michael Stone. Todos ellos se habían posicionado en contra de las conversaciones de paz. Poco después de la visita Mowlam, sin embargo, cambiaron de parecer, lo que permitió a los representantes políticos de sus respectivas organizaciones continuar las conversaciones que conducirían a la firma de los Acuerdos de Viernes Santo el 10 de abril de 1998. Posteriormente, la prisión se fue vaciando de sus presos paramilitares según las organizaciones a las que pertenecían se iban sumando al alto el fuego. En los dos años siguientes del acuerdo, fueron liberados 428 prisioneros. El 29 de septiembre de 2000, los últimos cuatro presos de the Maze fueron trasladados a otros establecimientos penitenciarios de Irlanda del Norte y la prisión se cerró.